# Oribatula subantarctica
Oribatula subantarctica är en kvalsterart som först beskrevs av Pletzen och Kok 1971.  Oribatula subantarctica ingår i släktet Oribatula och familjen Oribatulidae. Inga underarter finns listade i Catalogue of Life.